# دنيس كالاهان
دنيس كالاهان هو سياسي أمريكي، ولد في 3 سبتمبر 1941، وتوفي في 8 فبراير 2012 بسبب نوبة قلبية. نشط حزبياً في الحزب الجمهوري والحزب الديمقراطي. وقد انتخب Mayor of Annapolis ‏.